# Sansevieria dooneri
Espèce
Classification APG III (2009)
Sansevieria dooneri, également appelée Dracaena dooneri et Sansevieria parva, est une espèce de plantes de la famille des Liliaceae et du genre Sansevieria.

## Description
Plante succulente, Sansevieria dooneri est une espèce de sansevières à feuilles nombreuses par pied (six à dix-huit) de taille moyenne (longueur de 20 à 47 cm ; largeur de 0,8 à 1,4 cm), légèrement lancéolées, lisses et de couleur vert striées de zones vert-clair.
Elle a été identifiée comme espèce à part entière en 1915 par le botaniste britannique Nicholas Edward Brown.

## Distribution et habitat
L'espèce est originaire d'Afrique orientale, présente au Kenya, en Ouganda, Rwanda et Tanzanie,.

## Synonymes et cultivars
L'espèce présente des synonymes :
- Sansevieria parva (N.E. Brown, 1915)
- Sansevieria bequaertii (De Wild, 1921)
- Sansevieria dambilonensis (Hort.)
- Dracaena dooneri (Byng & Christenh, 2018)